# کاراپت آقاجانیان
کاراپت سارگسی آقاجانیان (ارمنی: Կարապետ Սարգսի Աղաջանյան؛ زاده ۱۸۷۶ – درگذشته ۱۵ دسامبر ۱۹۵۵) روان‌پزشک و عصب‌شناس و neuroanatomist ارمنی بود.

## زندگی‌نامه
در ۱۸۷۶ میلادی در تفلیس به دنیا آمد. در سال ۱۹۰۱ از دانشکده پزشکی آکادمی پزشکی ارتش سلطنتی در سن پترزبورگ فارغ‌التحصیل شد. از نوامبر ۱۹۱۳ تا ژانویه ۱۹۱۵ وی استاد در دپارتمان روان‌پزشکی دانشگاه ورشو بود. وی در سال ۱۹۲۰ به ترکیه مهاجرت کرد و از سال ۱۹۲۲ در دانشگاه کنستانتینوپل تدریس می‌کرد. در سال ۱۹۲۴ به فرانسه نقل مکان نمود. از ۱۹۳۱ تا ۱۹۳۴ در دپارتمان آمبولانس صلیب سرخ روسیه در پاریس فعالیت نمود. آقاجانیان دبیرکل کمیته کمک‌رسانی به اتحادیه معلولان نظامی روسیه (۱۹۳۰)، یکی از اعضای مؤسس لژ فراماسون‌ها «روسیه آزاد» (۱۹۳۱)، و عضو لژ «استار شمال» (۱۹۲۶–۱۹۳۴) بود. در ۱۵ دسامبر ۱۹۵۵ در سن ۷۹ سالگی در پاریس درگذشت.